# Ateliers sociaux
Les ateliers sociaux sont une proposition économique et industrielle pour la France, développée par Louis Blanc dans L'Organisation du travail (1839) et mise en pratique lorsqu’il fut président de la commission du Luxembourg après la Révolution française de 1848.

## Contexte
Dans le projet de Louis Blanc c’est une fois le ministère du travail créé, une fois la banque nationale instituée, les chemins de fer et les mines transformés en grands travaux, une assurance centralisée créée (qui n’est pas un monopole), les bazars et les entrepôts ouverts, le tout garanti par l’État que : « La Révolution serait prête avec la puissance nécessaire à sa réussite ». Or, dans son idée, rien ne pourrait exister à long terme sans l’association (industrielle, agricole et littéraire). Celle-ci devient le moyen permettant à cette révolution d’aboutir et de perdurer.
Ce système n’est pas l’abnégation de l’individu au profit de « l’émancipation du peuple ». Il s’agit plutôt d'une traduction d'une idéologie opposée à la doctrine du libéralisme, pour permettre à l’Homme l’exercice optimal de la Liberté. Louis Blanc ne voit pas, dans l’idéologie libérale où se trouve la liberté de l’Homme qui, pris dans le tourbillon de la concurrence, est devenu le « valet d’une manivelle » ? Dans son projet théorique, l’atelier social existe, avec la même philosophie générale de fonctionnement, dans trois univers économiques : l’industrie, l’agriculture et la littérature. Comme première étape de cette transformation radicale du mode d’organisation économique, Louis Blanc concentre son attention théorique sur l’industrie. La misère appelle un remède. Alors, « en ce qui concerne le travail des villes » ce budget du travail devrait être affecté « à l’établissement d’ateliers sociaux dans les branches les plus importantes de l’industrie ». Or, « cette opération exigeant une mise de fonds considérable, le nombre des ateliers sociaux originaires serait rigoureusement circonscrit ; mais, en vertu de leur organisation (…), ils seraient doués d’une force d’expansion immense ». 
Ces ateliers ont été développés et concrètement réalisés en 1848 par la commission du Luxembourg.

## Le rôle de l’État dans l’organisation générale des associations
Ces ateliers sociaux industriels s’organisent sur la base de « statuts » ayant « forme et puissance de loi » car ils sont délibérés et votés par la représentation nationale, démocratiquement constituée (système de Hare). Les statuts permettent aux particularismes de chaque branche de s’exprimer dans le cadre de la rédaction, sous réserve d’un vote donnant au texte sa force dans la hiérarchie des normes, c'est-à-dire opposable devant les juridictions en cas de conflit.
Dans le principe, l’État se présente uniquement comme le garant des statuts votés: il n'est chargé que de contrôler leur bonne application, après la première année. L’association choisit par un vote son directeur et un conseil mandaté et responsable. 
Mais les délibérations de l’Assemblée Nationale imposent la « moralité » comme un des critères de recrutement au sein des associations. Alors que Louis Blanc se gardait, dans l’Organisation du travail, d’insister sur cette dimension morale, pouvant paraître liberticide, une fois ces ateliers institués, il précise que: « seraient appelés à travailler dans les ateliers sociaux jusqu’à concurrence du capital primitivement rassemblé pour l’achat des instruments de travail tous les ouvriers qui offriraient des garanties de moralité ». Cette « garantie de moralité » implicitement incluse dans la rédaction des statuts pourrait sembler contredire la liberté d'organisation affirmée dans la rédaction initiale, mais Louis Blanc en précise la justification en exposant dans la Révolution morale les points fondamentaux et généraux de cette moralité visés et nécessaires à la Révolution politique et institutionnelle. Il les précise dans Le Nouveau Monde : « dans l’ordre social nouveau, personne n’aurait : Ni la liberté d’empiéter sur la part de ses frères, dans l’exploitation du grand domaine donné par Dieu à l’humanité ; Ni celle de s’assurer, par l’accaparement des instruments du travail, le moyen de jouir des fruits du travail, à l’exclusion du travailleur ; Ni celle d’asservir l’homme au capital, la richesse vivante à la richesse morte ; Ni celle, comme dit énergiquement saint Ambroise, de s’enrichir par des malheurs, de chercher son profit dans les larmes, de se nourrir de la faim d’autrui ; Ni celle d’armer la moitié des pauvres pour contenir par elle l’autre moitié. Si ce sont là les libertés dont on redoute la perte, qu’on ose le dire ; qu’on ose, jetant le masque, recommander à nos respects la liberté d’être tyran ! ». C’est uniquement dans ce cadre, donc, que le soutien de l’État à la mise en place d’association est envisageable et les statuts doivent être « moraux » au sens de Louis Blanc pour que les associés puissent bénéficier de son aide financière. Il s’agit là d’une contrepartie venant équilibrer le projet car, pour Louis Blanc, les droits financiers des ateliers s’accompagnent des devoirs moraux. La liberté est conçue désormais comme une fin officialisée par des moyens, que seule l’association, l’atelier social, peut consacrer. 
Louis Blanc précise les limites de l’intervention de l’État (« L’action de l’État est, selon nous, un mal toutes les fois qu’elle met obstacle au libre développement de l’individu. Mais toutes les fois qu’elle le favorise, elle est un bien », l’État, 30 ans plus tard, dans sa conférence de Saint-Denis le 3 décembre 1876). Pour que les ateliers s'inscrivent dans le respect des principes républicains de liberté, d’égalité et de fraternité, il précise également le cadre de l'autorité qui s'y exerce. La thérapie sociale des ateliers est en effet autoritaire pour ceux qui choisissent cette voie ; sur ce point, Louis Blanc est très clair : « (…) nous ne sommes pas de ceux qui crient anathème au principe d’autorité. Ce principe, nous avons eu mille fois occasion de le défendre contre des attaques aussi dangereuses qu’ineptes. Nous savons que, lorsque, dans une société, la force organisée n’est nulle part, le despotisme est partout. Il n’est pas une ligne, dans ce petit livre, qui ne soit, de notre part, une douloureuse protestation contre le lâche abandon des pauvres, abandon qu’on ose appeler la liberté ! Mais si nous voulons un pouvoir vigoureux et actif, nous sentons, d’un autre côté, qu’il y aurait folie à le supposer infaillible ; nous ne nous dissimulons pas qu’un gouvernement, quel que soit le mérite de l’organisation politique qui lui aura donné naissance, se compose d’hommes accessibles à des erreurs et à des passions dont l’existence de la société ne saurait dépendre ». C’est d’ailleurs pour cela que les associations s’autonomisent après la première année et qu’un rôle particulier est confié aux communes. En effet, afin d’éviter toute dérive tyrannique, et en raison de l’aspect autoritaire du pouvoir, Louis Blanc prévoit un grand nombre de contre-pouvoirs démocratiques. C’est en ce sens que le projet social et le projet démocratique font partie d’un tout.
Louis Blanc pour ancrer son projet théorique dans la pratique, décrit méticuleusement les étapes à franchir : l’État interviendrait la première année pour organiser, en interne l’association et l’année suivante, la hiérarchie sortirait du principe électif. L’objectif d’autonomie est primordial car il doit permettre d’éviter la dérive autoritaire de l’État qui n'aurait ainsi qu'un rôle transitoire. L’élection est importante plus du point de vue du principe que pour la transformation de la hiérarchie. En effet, une reconfiguration de l’entreprise ne semble pas être la conséquence du principe électif, car la compétence est aussi attachée à la fonction. Louis Blanc ne souhaite pas mettre tous les travailleurs à égalité car, pour lui, « la hiérarchie par capacités est nécessaire et féconde ». L’intérêt de l’élection est à chercher, au-delà de l’autonomie de gestion, dans l’amélioration des relations de travail: l’obéissance serait ainsi consentie et non subie et la responsabilité du chef d’entreprise, mandaté, serait prise en compte. Il deviendrait révocable. Une unité serait ainsi créée dans l’association, par la prise de conscience de l’interdépendance des associées. C’est là une caractéristique du socialisme de Louis Blanc toujours préférable pour les relations commerciales, selon lui, qu’une lutte de classe interne.
Globalement, pour notre auteur, le principe associatif serait plus compétitif que celui de la propriété privée car les responsables seraient révocables mais aussi parce que les associés seraient plus productifs. En effet, directement et proportionnellement intéressés aux résultats économiques de l’association les associés chercheraient à travailler vite et bien. Par ailleurs, en raison de la mise en commun des outils de production et par la suppression des échelons hiérarchiques de surveillance - que le manque de confiance rend nécessaire dans un système concurrentiel - les coûts de production seraient plus bas. Pour ceux qui voient encore dans la présence de l’État un risque de despotisme, Louis Blanc objecte qu’il est dans le système actuel le garant de la propriété sans pourtant l’accaparer. Il en serait de même de l’association. C’est là une logique commune de gouvernement. Qui plus est, du désengagement de l’État au bout d’un an dépend la bonne santé de l’État lui-même. En effet, Louis Blanc s’explique sur ce point à la suite d’une objection anonyme émise dans la Revue de l’Aveyron et du Lot du 8 mars 1841.
Le principe pour l’État est de faire preuve de maturité, de s’autolimiter de peur de dépasser le but assigné. Deux raisons principales s’imposent à notre auteur. D’une part « (…) de peur qu’il ne finisse par abuser de l’énorme pouvoir que lui conférerait le système, parvenu à son dernier degré de développement ; et d’autre part de peur que la tâche pour lui ne devienne trop lourde lorsqu’il aurait à régler administrativement, non plus tel ou tel atelier, mais toutes les branches de l’industrie ». Il faut, en ce sens, absolument éviter « (…) l’écueil contre lequel est venu échouer le saint-simonisme. Les fondateurs de cette doctrine avaient bien vu que, seule, la main de l’État était assez forte pour détourner la société du chemin des abîmes ; mais trop préoccupés des avantages de l’initiative gouvernementale, ils dépassèrent le but. Au lieu de confier à l’État le soin de diriger, de régulariser le mouvement industriel, ils lui imposèrent l’obligation de réglementer l’industrie dans tous ses détails ; de là, tout à la fois, impossibilité d’action et possibilité de tyrannie ». En conséquence le pouvoir ainsi construit est encadré. Conformément à son projet, « le problème à résoudre, (…) a donc été celui-ci : créer au pouvoir une grande force d’initiative, en évitant toutefois d’absorber dans la vie du pouvoir celle de la société ». L’instrument de contrôle ultime est, en l’espèce, la nation s’exprimant par ses représentants responsables et révocables mais aussi par les associations elles-mêmes, autonomes qui forment alors un contre-pouvoir, ainsi que, par les communes.
De plus, en ce qui concerne les principes - face à cette impulsion de l’État, à son contrôle de l’association la première année - l’idée est de faire en sorte que « chaque atelier social puissent se composer de professions diverses, groupées autour d’une grande industrie, parties différentes d’un même tout, obéissant aux mêmes lois et participant aux mêmes avantages ». Ceci correspond au principe de solidarité exprimé à grande échelle. Finalement Louis Blanc reprend le fonctionnement de l’entreprise libérale à son compte sans la concurrence et au profit des Travailleurs associés. Sa description correspond à l’organisation traditionnelle de la grande industrie avec une maison mère et des succursales. Saint-Simon avait déjà cette vision de l’organisation industrielle moderne. Dans le schéma libéral, les salariés des succursales ont, pour la plupart, les mêmes avantages et salaires tout comme dans l’administration. L’association obéit à la même logique mais avec un esprit fraternel, c’est-à-dire au bénéfice des Travailleurs et indépendamment de l’État.
« Il y aurait donc, dans chaque sphère de travail que le gouvernement serait parvenu à dominer, un atelier central duquel relèveraient tous les autres, en qualité d’ateliers supplémentaires. De même que M. Rothschild possède, non seulement en France, mais dans divers pays du monde, des maisons qui correspondent à celle où est fixé le siège principal de ses affaires, de même chaque industrie aurait un siège principal et des succursales. Dès lors, plus de concurrence. Entre les divers centres de production appartenant à la même industrie, l’intérêt serait commun et l’hostilité ruineuse des efforts serait remplacée par leur convergence. (…) Chaque atelier, après la première année, se suffisant à lui-même, le rôle de l’État se bornerait à surveiller le maintien des rapports de tous les centres de production du même genre. (…) Il n’est pas aujourd’hui de service public qui ne présente cent fois plus de complications ».
Dans les principes de fonctionnement, d’un point de vue individuel, « chaque membre de l’atelier social aurait droit de disposer à sa convenance du fruit de son travail ; mais l’évidente économie et l’incontestable excellence de la vie en commun ne tarderaient pas à faire naître de l’association des travaux la volontaire association des besoins et des plaisirs ». Cette hypothèse engage Louis Blanc sur le chemin de l’Utopie rejoignant ainsi les penseurs socialistes tels que Saint-Simon, Owen ou Fourier. Néanmoins Louis Blanc a besoin de ce postulat pour justifier son projet d’urbanisme qu’il exposera, lors de ses discours, à la commission du Luxembourg. Notons que ce collectivisme progressif, venant des Travailleurs, est une option non impérative et toujours susceptible d’être annulée. C’est un but, qu’il ne faut pas confondre avec le moyen de régénérer la société.
Dans l’Organisation du travail, il précise que dans les associations industrielles « les capitalistes seraient appelés dans l’association et toucheraient l’intérêt du capital par eux versé, mais ils ne participeraient aux bénéfices qu’en qualité de travailleurs ». Verser l’intérêt du capital au capitaliste est une concession par rapport à son idéologie originelle (Louis Blanc compare l’intérêt du capital au vol, le pense source d’oppression, de despotisme, et moralement, un comble de l’ignominie qui entretient dans l’oisiveté des oligarques financiers tout en enchaînant les travailleurs). Ce pragmatisme atténue cette condamnation en raison des nécessités et de la faisabilité du projet. Une participation aux bénéfices des capitalistes est possible, mais uniquement en qualité de travailleur et, à terme, l’objectif de l'atelier est de s’autonomiser de l'état et des capitalistes. Louis Blanc ne tranche pas la question du taux auquel le capitaliste serait autorisé à prêter de l’argent, alors qu'il cherche à ce que ce soit gratuit lorsque l'argent provient de l’État. Il ne précise pas comment se règleraient les différents niveaux de richesse au sein de l’association en supposant que les capitalistes viennent y travailler. On peut néanmoins supposer, en raison des garanties de moralité, que le capitaliste travailleur serait amené à prêter son capital pour rien ou presque car attaché aux valeurs du socialisme.

## La question de la rémunération
En interne, l’association se doit de rémunérer ses travailleurs. Alors plusieurs questions se posent. Peut-on fixer les salaires sur l’offre et la demande ? Ou sur la quantité de travail exécuté ? Ou d’une manière proportionnelle ? Quelle est la « règle de répartition » ? Le principe est le suivant : « Une partie seulement du bénéfice net obtenu serait partagée entre les membres de l’association, une partie de ce bénéfice devant être consacrée à l’entretien des vieillards, des malades, des infirmes, et une autre à l’allègement des crises qui pèseraient sur d’autres industries, entendu qu’il s’agit de rendre toutes les industries solidaires ».
Mais quelle serait, quant aux fruits du travail, dans chaque atelier social, la règle de répartition ? Sur ce point précis Louis Blanc se trouve dans une situation délicate car il n’arrive pas à résoudre convenablement la question. C’est un point fondamental sur lequel la pensée socialiste a du mal, en général, à se structurer et qui la renvoie, bien souvent, au rang des chimères. Toutefois notre auteur propose une alternative. Il précise que « j’ai proposé le système de l’égalité des salaires, ou, tout au moins, l’égal partage des bénéfices, sans dissimuler toutefois que ce n’était là qu’un acheminement vers une conception supérieure ». L’idéal est la répartition en fonction des besoins. Mais l’on comprend bien les limites d’un tel raisonnement dans le système de l’époque, tant la connaissance des besoins est faussée (aussi bien que celle des facultés).
Notons, par ailleurs, que cette question de la rémunération n’a, dans la pensée libérale, jamais posée de problème car elle correspond à la rencontre entre l’offre et la demande. Certes, cela « fait de l’homme une simple marchandise » et les conséquences sociales sont désastreuses mais, un principe général est fixé. La pensée socialiste sur ce thème fondamental reste face à des contradictions que l’on pourrait qualifier de culturelles, ou sociales, car dans leur idée c’est à un but supérieur que la société doit tendre : un monde non monétaire. Mais que faire précisément en attendant ?
Pour chercher à résoudre ce problème, Louis Blanc développe l’idée de « proportionnalité » comme moyen transitoire. Il rejoint ainsi Saint-Simon, c’est-à-dire que la rémunération s’établit selon ses œuvres. Or, de façon pragmatique, à la Commission du Luxembourg, avec la participation d’autres intellectuels, une solution différente sera envisagée. Disons simplement et pour l’instant que dans le cadre de son projet théorique, dans le but recherché de l’égale satisfaction de besoins inégaux - c’est-à-dire que l’égalité « n’existera d’une manière véritable que lorsque chacun, d’après la loi écrite en quelque sorte dans son organisation par Dieu lui-même, produira selon ses facultés et consommera selon ses besoins. Telle est, telles a toujours été ma foi » -, dans ce cadre de fraternité, une transition basée sur la proportionnalité obtient son adhésion.
Louis Blanc, non satisfait par ses propositions, envisage de plus une approche non matérielle de la rémunération. Dans son esprit, l’aspect matériel de la récompense n’est pas intrinsèque à la nature humaine, ce n’est pas immuable, il peut y avoir une récompense immatérielle ou symbolique qui permettrait le dévouement dans le travail d’une manière aussi efficace, voire plus, que l’appât de gain. Louis Blanc s’appuie sur l’exemple suivant : « n’est ce pas avec un morceau de ruban qu’il promettait d’attacher à la boutonnière des plus braves, [que] Napoléon a fait voler au-devant de la mort une armée de millions d’hommes. Le mot gloire, bien ou mal compris, a fait à l’univers ses destinées. Par quelle fatalité désastreuse, ce qui a suffi, lorsqu’il s’agissait de détruire, ne suffirait-il pas, quand c’est de produire qu’il s’agit ? ». Cette utilisation des concepts et particulièrement de la gloire, au profit de son idéologie, est intéressante en termes de récompense du travail. En effet, pourquoi une motivation ne pourrait-elle pas naître du fait d’exercer un métier correspondant à sa vocation, naturellement, chez ceux qui choisiraient l’organisation associative du travail ? Le projet n’étant pas impératif, en quoi une reconnaissance symbolique glorieuse ne serait-elle pas suffisante pour maintenir le dynamisme entretenu, jusqu’alors, par la concurrence ? Pour notre auteur, l’émulation véritable devrait provenir de « celle qui encourage chacun à chercher dans l’intérêt général la satisfaction de son intérêt propre ». Alors, l’hypothèse proposée afin de trouver une solution à l’épineuse question de la rémunération est segmentée. Tout d’abord, à la rémunération proportionnelle s’ajouterait la glorieuse reconnaissance sociale. Après cette étape, dans le cadre d’un accord, la rémunération deviendrait la même pour tous les associés d’une même industrie. Et, passé cette transition, la rémunération serait fixée en fonction des besoins. L’objectif affiché, à terme, est de créer une société sans salariés. 
Dans tous les cas, pour notre auteur, il semble impossible de rémunérer à sa juste valeur un travail ou une découverte. En effet, « si la société eût voulu récompenser dignement Newton, elle y eût été impuissante : il n’y avait pour Newton d’autre récompense équitable et suffisante que la joie qu’il dut ressentir quand son génie eût découvert les lois qui gouvernent les mondes ». Dès lors, si dans le projet, « la hiérarchie par capacités est nécessaire et féconde ; la rétribution par capacités est plus que funeste, elle est impie ». Ce principe important dans la pensée de Louis Blanc a fait, comme nous venons de le voir, l’objet de certaines concessions dans une perspective pratique et il sera à nouveau temporisé au nom du pragmatisme lors du discours du 26 avril 1848 à la Commission du Luxembourg. Ce principe est alors avant tout un but à atteindre (et non un moyen), idéal typique, devant fixer une orientation aux réformes politiques. Pour plus de précisions, au lendemain des évènements de février 1848 Louis Blanc, chargé de la question du travail, se trouve dans une situation très concrète. Il fait le constat qu’une récompense symbolique ne peut remplir le ventre d’une population avant tout soucieuse de se nourrir. Ainsi, en attendant la mise en chantier des associations, Louis Blanc va se résigner à poursuivre, temporairement, le mode de fonctionnement traditionnel. Qui plus est, d’un point de vue pratique, concernant la proportionnalité, selon ses œuvres, doit-on comprendre une rétribution basée sur un tarif horaire moyen ou sur une rétribution moyenne en fonction du nombre d’objets fabriqués ? Comment concrètement comprendre cette idée de proportionnalité au-delà de la répartition, pour l’heure impossible, entre les besoins en fonction des facultés ? En effet, et Louis Blanc le précise, « je n’ignore pas que, l’éducation ayant été jusqu’à ce jour un pur privilège, les facultés et les besoins de chacun manquent de mesure exacte » et que, par ailleurs, ils évoluent avec le temps. Ce n’est pas, en conséquence, une donnée fixe sur laquelle il serait possible d’opérer la répartition des bénéfices dans l’immédiat. Il n’y a pas, dans sa pensée, de principe général applicable à la rémunération. Alors, face à toutes ces objections qu’il ne peut ignorer, Louis Blanc fait une concession idéologique en précisant que « nul doute que l’inégalité des salaires ne soit le système le plus approprié à notre éducation, à nos habitudes, à nos mœurs, à l’ensemble des idées généralement répandues. Nul doute, par conséquent, que ce système ne fût préférable au point de vue purement pratique… Aussi n’est-il pas vrai que nous ayons condamné le système de l’inégalité des salaires, combinée avec l’égale répartition des bénéfices. Ce qui est vrai, c’est qu’à ce système, nous en avons opposé un autre plus en rapport avec nos pressentiments de l’avenir… ». Sur cette question Louis Blanc résume le propos :
« Mon opinion est donc : 1° Que l’égalité des salaires n’est pas un système applicable au régime actuel d’individualisme et de concurrence ; 2° Que ce système n’est pas applicable, même au régime d’association et de solidarité, que comme procédé transitoire ; 3° Enfin, que la véritable égalité, celle qui a la fraternité pour sœur immortelle est l’égalité qui proportionne les travaux aux facultés et les fruits aux besoins. Mais, le long et douloureux voyage de l’humanité vers le bien nous donne encore quelques étapes à fournir, et l’histoire ne se fait pas en un jour ! ».
Or, l’analyse de son travail concret, fruit de l’expérience au sein de la Commission du Luxembourg, et notamment en raison de l’influence de François Vidal et de Constantin Pecqueur, amènera Louis Blanc à reconsidérer son projet initial sur cette question de la rémunération.

## L’idéale fraternité: une ligne directrice à toute politique
Comment le projet, tel qu’évoqué, fonctionnerait-il dans le monde économique contemporain à Louis Blanc ? Comment pourrait-on concrétiser la fraternité ? L’auteur procède sur ces points par quelques projections nous permettant de mieux saisir les contours du projet.
Dans l’idéal, au-delà de la rémunération en fonction des besoins, et un travail en fonction des facultés, une répartition du bénéfice de l’association par quart serait effectuée. On aurait alors, « après le prélèvement du montant des dépenses consacrées à faire vivre le travailleur, de l’intérêt du capital, des frais d’entretien et de matériel, le bénéfice sera ainsi réparti : un quart pour l’amortissement du capital avancé par l’État, un quart pour l’établissement d’un fonds de secours destiné aux vieillards, aux malades, aux blessés, etc., un quart à partager entre les travailleurs à titre de bénéfice, un quart enfin pour la formation d’un fonds de réserve. Ainsi serait constituée l’association dans un atelier ».
Alors, une extension économique du principe de fraternité se met en place à l’ensemble du monde associatif car le quart du bénéfice qui est consacré à la « formation d’un fonds de réserve » a pour but de venir en aide aux associations en difficultés. 
L’objectif, pour Louis Blanc est de donner concrètement l’impulsion nécessaire à la Révolution. L’idée est, « dans toute industrie capitale, celle des machines, par exemple, ou celle de la soie, ou celle du coton, ou celle de l’imprimerie, de créer un atelier social faisant concurrence à l’industrie privée. (…) La lutte ne serait pas bien longue car l’atelier social aurait sur tout atelier individuel l’avantage qui résulte des économies de la vie en commun, et d’un mode d’organisation où tous les travailleurs, sans exception, sont intéressés à produire vite et bien. (…) Ainsi au lieu d’être, comme l’est aujourd’hui tout gros capitaliste, le maître et le tyran du marché, l’État en serait le régulateur. (…) Dans notre système, l’État se rendrait maître de l’industrie peu à peu, et, au lieu du monopole, nous aurions pour résultat du succès, la défaite de la concurrence, l’association ». Rappelons alors que l’État serait le maître temporairement car l’association doit s’autonomiser. Par ailleurs, l’État auquel il pense est profondément démocratique et connaît, dans ses institutions des contrepoids locaux puissants. L’organisation par la suite s’opère sur le même mode de fonctionnement que dans le privé. Finalement, les dividendes de l’industrie, au lieu de revenir à un capitaliste seraient ceux des Travailleurs, réels producteurs de la richesse. Toute en gardant à l’esprit que « chaque atelier, après la première année, se suffisant à lui-même, le rôle de l’État se bornerait à surveiller le maintien des rapports de tous les centres de production du même genre, et à empêcher la violation des principes du règlement commun. Il n’est pas aujourd’hui de service public qui ne présente cent fois plus de complications ».
Alors, l’objectif pour Louis Blanc est clair. Il faut, non sans une forme de lyrisme, « que l’État se mette résolument à la tête de l’industrie ; qu’il fasse converger tous les efforts ; qu’il rallie autour d’un même principe tous les intérêts aujourd’hui en lutte : combien son action à l’extérieur ne serait-elle pas plus nette, plus féconde, plus heureusement décisive ! Ce ne serait donc pas seulement les crises qui éclatent au milieu de nous que préviendrait la réorganisation du travail, mais en grande partie celles que nous apporte le vent qui enfle les voiles de nos vaisseaux ».
Dès lors, au bout de son idéologie, après la transition industrielle de l’association, la concrétisation de la fraternité, raisonne le son d’un collectivisme intégral dans le monde du travail. Il s’agit d’une sorte de communisme économique se détachant d’un communisme politique car chacun reste libre de choisir le système dans lequel il souhaite travailler et d’en changer. Toutefois, dans l’idéal de notre auteur, dans l’hypothèse d’une extension volontaire du principe de fraternité à toute l’industrie, les salariés auraient disparu. Ce but, cet « horizon de sens » permet avant tout de fixer une ligne directrice à toutes les réformes économiques à venir comme les brevets. 

### Les brevets
De façon à envisager tous les aspects de la réforme industrielle, faisons le point sur les « découvertes de la science ». Nous verrons que, tout comme le commerce est perçu par Louis Blanc comme le ver rongeur de la production, ici ce sont les brevets privés qui, pour lui, assomment la concurrence. Toute découverte scientifique a, dans un schéma concurrentiel, inévitablement pour conséquence des licenciements. Pour notre auteur, gagner en productivité tout en exterminant la concurrence, voilà le but de tout industriel dans le système actuel. La propriété privée des « découvertes de la science » accentue ce phénomène. Son idée est alors, afin de supprimer les effets négatifs d’un tel principe, de rémunérer l’inventeur par l’État et de rendre publique l’invention. Ceci doit permettre de voir, plutôt que des ouvriers au chômage en raison d’un brevet acquis par une entreprise, des ouvriers dont le travail serait simplifié et des entreprises généralement plus performantes. Louis Blanc n’évoque pas la loi du 5 juillet 1844 car c’est le principe de la propriété privée de l’invention qui est en question et non sa réglementation.
Ainsi, après avoir réorganisé le commerce en le liant à la production, après avoir nationalisé la banque, démocratisé le crédit et créé une assurance d’État, la réforme industrielle associative vient apporter un élément supplémentaire à la définition sociale du travail dans la pensée de Louis Blanc. C’est à l’État de l’initier par un vote à l’Assemblée. Enfin, et de façon à saisir les bienfaits de l’organisation du travail industriel sur l’ensemble de la société reprécisons que, pour notre auteur, « dans un système où chaque sphère de travail rassemblerait un certain nombre d’hommes animés du même esprit, agissant d’après la même impulsion, ayant de communes espérances et un intérêt commun, quelle place resterait, je le demande, pour ces falsifications de produits, ces lâches détours, ces mensonges quotidiens, ces fraudes obscures qu’impose aujourd’hui à chaque producteur, à chaque commerçant, la nécessité d’enlever, coûte que coûte, au voisin sa clientèle et sa fortune ? La réforme industrielle, ici, serait donc en réalité une profonde révolution morale, et ferait plus de conversions en un jour que n’en ont fait dans un siècle toutes les homélies des prédicateurs et toutes les recommandations des moralistes ».